# Mistrzostwa Świata Strongman 2010
Mistrzostwa Świata Strongman 2010 – doroczne, indywidualne zawody siłaczy.

## Rundy kwalifikacyjne
WYNIKI KWALIFIKACJI
Data: 15, 16, 17, 18 września 2010 r.

Miejsce: Sun City  Południowa Afryka
Do finału kwalifikuje się dwóch najlepszych zawodników z każdej grupy.
Grupa 1
| Miejsce | Zawodnik               | Kraj              | Punkty |
| ------- | ---------------------- | ----------------- | ------ |
| 1.      | Brian Shaw             | Stany Zjednoczone | 30     |
| 2.      | Stefán Sölvi Pétursson | Islandia          | 27     |
| 3.      | Mark Felix             | Anglia            | 20     |
| 4.      | Stojan Todorczew       | Bułgaria          | 17     |
| 5.      | Siergiej Romanczuk     | Ukraina           | 16,5   |
| 6.      | Ettiene Smit           | Południowa Afryka | 11,5   |

Grupa 2
| Miejsce | Zawodnik           | Kraj              | Punkty            |
| ------- | ------------------ | ----------------- | ----------------- |
| 1.      | Derek Poundstone   | Stany Zjednoczone | 30                |
| 2.      | Terry Hollands     | Anglia            | 29                |
| 3.      | Richard Skog       | Norwegia          | 20                |
| 4.      | Alex Curletto      | Włochy            | 17                |
| 5.      | Hennie Jordan      | Południowa Afryka | 11                |
| 6.      | Robert Szczepański | Polska            | 10 (kontuzjowany) |

Grupa 3
| Miejsce | Zawodnik         | Kraj              | Punkty           |
| ------- | ---------------- | ----------------- | ---------------- |
| 1.      | Ervin Katona     | Serbia            | 29               |
| 2.      | Travis Ortmayer  | Stany Zjednoczone | 28,5             |
| 3.      | Vytautas Lalas   | Litwa             | 27,5             |
| 4.      | Kostiantyn Iljin | Ukraina           | 17,5             |
| 5.      | Janusz Kułaga    | Polska            | 15,5             |
| 6.      | Darren Sadler    | Anglia            | 1 (kontuzjowany) |

Grupa 4
| Miejsce | Zawodnik            | Kraj              | Punkty |
| ------- | ------------------- | ----------------- | ------ |
| 1.      | Žydrūnas Savickas   | Litwa             | 27,5   |
| 2.      | Nick Best           | Stany Zjednoczone | 25     |
| 2.      | Laurence Shahlaei   | Anglia            | 25 (*) |
| 4.      | Louis-Philippe Jean | Kanada            | 22     |
| 5.      | Warrick Brant       | Australia         | 13,5   |
| 6.      | Agris Kazeļņiks     | Łotwa             | 12     |

(*) Laurence Shahlaei, pomimo uzyskania tej samej liczby punktów, nie zakwalifikował się do finału, z uwagi na zdobycie niższych lokat w konkurencjach.
Grupa 5
| Miejsce | Zawodnik         | Kraj              | Punkty |
| ------- | ---------------- | ----------------- | ------ |
| 1.      | Jason Bergmann   | Stany Zjednoczone | 28     |
| 2.      | Michaił Koklajew | Rosja             | 26     |
| 3.      | Dave Ostlund     | Stany Zjednoczone | 24     |
| 4.      | Mark Westaby     | Anglia            | 18,5   |
| 5.      | Christian Savoie | Kanada            | 16,5   |
| 6.      | Rob Frampton (*) | Anglia            | 12     |

(*) zamiast kontuzjowanego Johannesa Årsjö.

## Zawodnicy rezerwowi
Zawodnicy rezerwowi zastępują zawodnika w razie kontuzji lub rezygnacji z udziału w zawodach.
Zawodnicy rezerwowi: Rob Frampton  Anglia i Frankie Sheun  Południowa Afryka.

## Finał
FINAŁ – WYNIKI SZCZEGÓŁOWE
Data: 21, 22 września 2010 r.

Miejsce: Sun City  Południowa Afryka
| Miejsce | Zawodnik               | Kraj              | Punkty   |
| ------- | ---------------------- | ----------------- | -------- |
| 1.      | Žydrūnas Savickas      | Litwa             | 51,5     |
| 2.      | Brian Shaw             | Stany Zjednoczone | 51,5 (*) |
| 3.      | Michaił Koklajew       | Rosja             | 46       |
| 4.      | Stefán Sölvi Pétursson | Islandia          | 33       |
| 5.      | Travis Ortmayer        | Stany Zjednoczone | 30,5     |
| 6.      | Nick Best              | Stany Zjednoczone | 28       |
| 7.      | Ervin Katona           | Serbia            | 25       |
| 8.      | Terry Hollands         | Anglia            | 24,5     |
| 9.      | Derek Poundstone       | Stany Zjednoczone | 21       |
| 10.     | Jason Bergmann         | Stany Zjednoczone | 19       |

(*) Brian Shaw, pomimo uzyskania tej samej liczby punktów, zajął drugie miejsce, z uwagi na zdobycie niższych lokat w konkurencjach finałowych.

## Nagrody
| Miejsce | Wysokość nagrody |
| ------- | ---------------- |
| 1.      | $ 40 000         |
| 2.      | $ 15 000         |
| 3.      | $ 10 000         |
| 4.      | $ 5500           |
| 5.      | $ 5000           |